# Pseudojumellea
Pseudojumellea es una sección del género Angraecum perteneciente a la familia de las orquídeas.
Contiene  unas dos especies originarias principalmente de Madagascar y Mascareñas. 

## Especies
Tiene unas dos especies:
- Angraecum coutrixii Bosser
- Angraecum mauritianum Frapp.